# إدوين راي غوثري
إدوين راي غوثري (بالإنجليزية: Edwin Ray Guthrie)‏ هو أستاذ جامعي وعالم نفس أمريكي، ولد في 9 يناير 1886 في لنكن في الولايات المتحدة، وتوفي في 23 أبريل 1959 في سياتل في الولايات المتحدة.

## وصلات خارجية
- إدوين راي غوثري على موقع الموسوعة البريطانية (الإنجليزية)